# オーテリビアン
| 累代        | 代     | 紀       | 世           | 期                     | 基底年代 Mya |
| ----------- | ------ | -------- | ------------ | ---------------------- | ------------ |
| 顕生代      | 新生代 | 新生代   | 新生代       |                        | 66           |
| 顕生代      | 中生代 | 白亜紀   | 後期白亜紀   | マーストリヒチアン     | 72.1         |
| 顕生代      | 中生代 | 白亜紀   | 後期白亜紀   | カンパニアン           | 83.6         |
| 顕生代      | 中生代 | 白亜紀   | 後期白亜紀   | サントニアン           | 86.3         |
| 顕生代      | 中生代 | 白亜紀   | 後期白亜紀   | コニアシアン           | 89.8         |
| 顕生代      | 中生代 | 白亜紀   | 後期白亜紀   | チューロニアン         | 93.9         |
| 顕生代      | 中生代 | 白亜紀   | 後期白亜紀   | セノマニアン           | 100.5        |
| 顕生代      | 中生代 | 白亜紀   | 前期白亜紀   | アルビアン             | 113          |
| 顕生代      | 中生代 | 白亜紀   | 前期白亜紀   | アプチアン             | 125          |
| 顕生代      | 中生代 | 白亜紀   | 前期白亜紀   | バレミアン             | 129.4        |
| 顕生代      | 中生代 | 白亜紀   | 前期白亜紀   | オーテリビアン         | 132.9        |
| 顕生代      | 中生代 | 白亜紀   | 前期白亜紀   | バランギニアン         | 139.8        |
| 顕生代      | 中生代 | 白亜紀   | 前期白亜紀   | ベリアシアン           | 145          |
| 顕生代      | 中生代 | ジュラ紀 | 後期ジュラ紀 | チトニアン             | 152.1        |
| 顕生代      | 中生代 | ジュラ紀 | 後期ジュラ紀 | キンメリッジアン       | 157.3        |
| 顕生代      | 中生代 | ジュラ紀 | 後期ジュラ紀 | オックスフォーディアン | 163.5        |
| 顕生代      | 中生代 | ジュラ紀 | 中期ジュラ紀 | カロビアン             | 166.1        |
| 顕生代      | 中生代 | ジュラ紀 | 中期ジュラ紀 | バトニアン             | 168.3        |
| 顕生代      | 中生代 | ジュラ紀 | 中期ジュラ紀 | バッジョシアン         | 170.3        |
| 顕生代      | 中生代 | ジュラ紀 | 中期ジュラ紀 | アーレニアン           | 174.1        |
| 顕生代      | 中生代 | ジュラ紀 | 前期ジュラ紀 | トアルシアン           | 182.7        |
| 顕生代      | 中生代 | ジュラ紀 | 前期ジュラ紀 | プリンスバッキアン     | 190.8        |
| 顕生代      | 中生代 | ジュラ紀 | 前期ジュラ紀 | シネムーリアン         | 199.3        |
| 顕生代      | 中生代 | ジュラ紀 | 前期ジュラ紀 | ヘッタンギアン         | 201.3        |
| 顕生代      | 中生代 | 三畳紀   | 後期三畳紀   | レーティアン           | 208.5        |
| 顕生代      | 中生代 | 三畳紀   | 後期三畳紀   | ノーリアン             | 227          |
| 顕生代      | 中生代 | 三畳紀   | 後期三畳紀   | カーニアン             | 237          |
| 顕生代      | 中生代 | 三畳紀   | 中期三畳紀   | ラディニアン           | 242          |
| 顕生代      | 中生代 | 三畳紀   | 中期三畳紀   | アニシアン             | 247.2        |
| 顕生代      | 中生代 | 三畳紀   | 前期三畳紀   | オレネキアン           | 251.2        |
| 顕生代      | 中生代 | 三畳紀   | 前期三畳紀   | インドゥアン           | 251.902      |
| 顕生代      | 古生代 | 古生代   | 古生代       |                        | 541          |
| 原生代      | 原生代 | 原生代   | 原生代       |                        | 2500         |
| 太古代      | 太古代 | 太古代   | 太古代       |                        | 4000         |
| 冥王代      | 冥王代 | 冥王代   | 冥王代       |                        | 4600         |
| 1. 2. 3. 4. |        |          |              |                        |              |

オーテリビアン（英：Hauterivian、オーテリーブ期）は、1億3640万年（誤差200万年）前から1億3000万年（誤差150万年）前にあたる白亜紀の地質時代の一つ。
名称は1873年、スイスの地質学者Eugène Renevierによって定められた。ヌーシャテル湖の湖畔にある街オートリーブに由来している。

## 層序の定義
アンモナイトの一種Acanthodiscusが最初に現れる層を下限としている。2009年の時点でGSSP（国際境界模式層断面と断面上のポイント）はまだ定められていない。上限（バレミアンとの境界）はアンモナイトのSpitidiscus hugiiが最初に現れる層とされている。

### 細分化
テチス海が存在していた地域において、バランギニアンはアンモナイトに基づいた7つの層に分けられる（新しい時代から古い時代にかけて）。
- Pseudothurmannia ohmi
- Balearites balearis
- Plesiospitidiscus ligatus
- Subsaynella sayni
- Lyticoceras nodosoplicatus
- Crioceratites loryi
- Acanthodiscus radiatus

## この時代の古生物

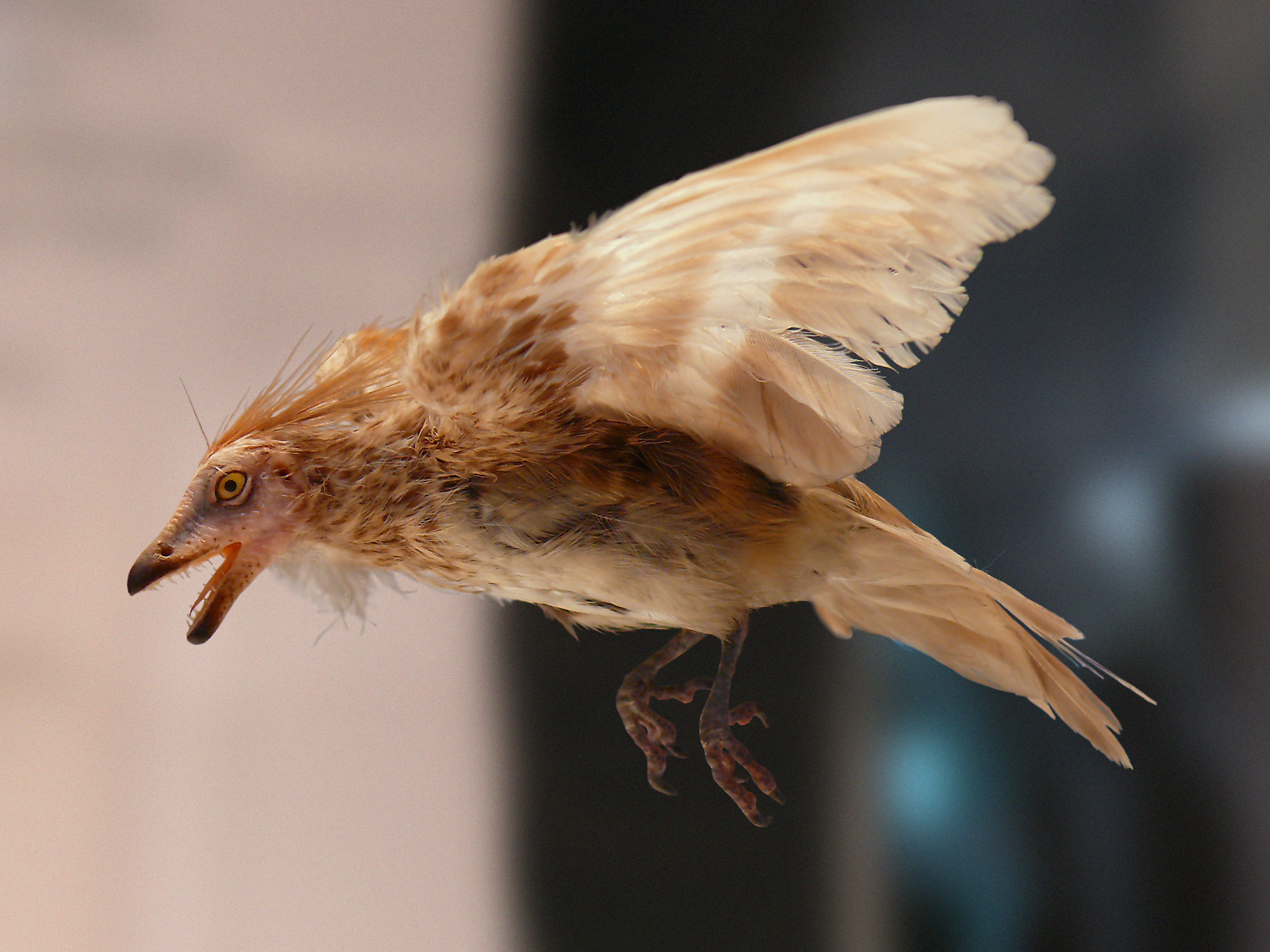
イベロメソルニス

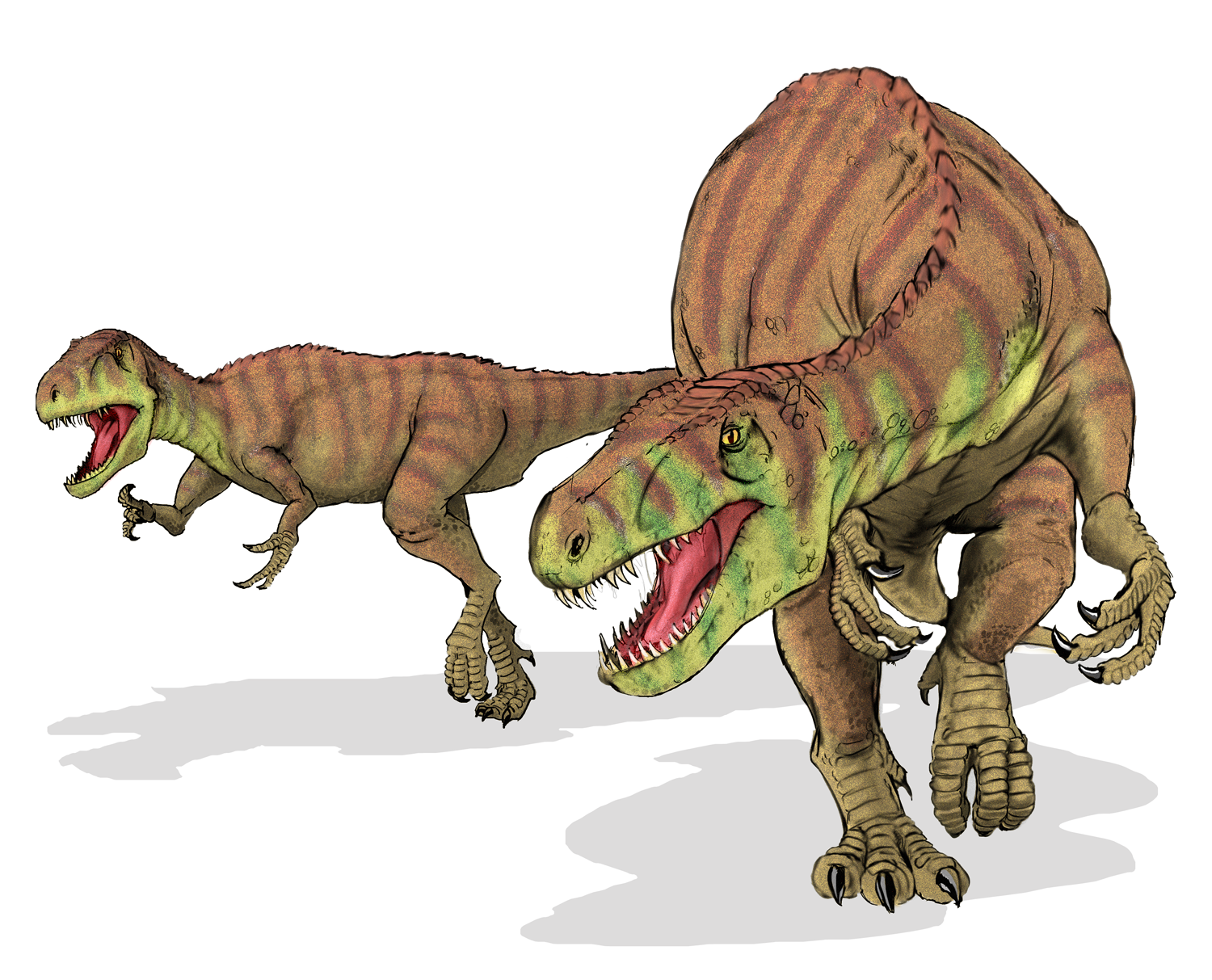
アフロベナトル

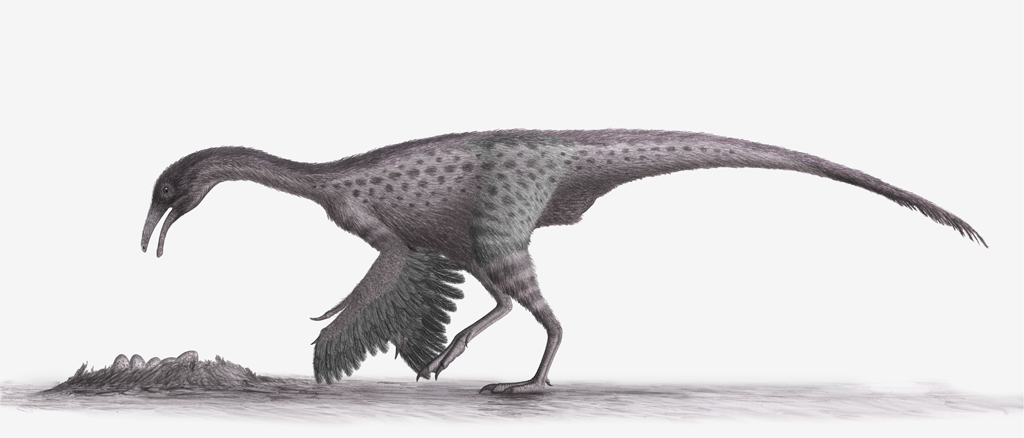
ハルピミムス

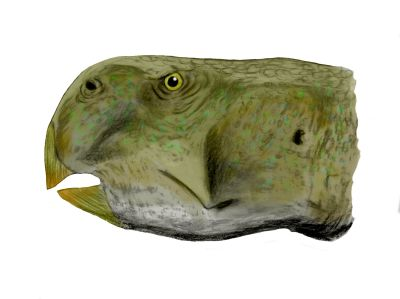
プシッタコサウルス

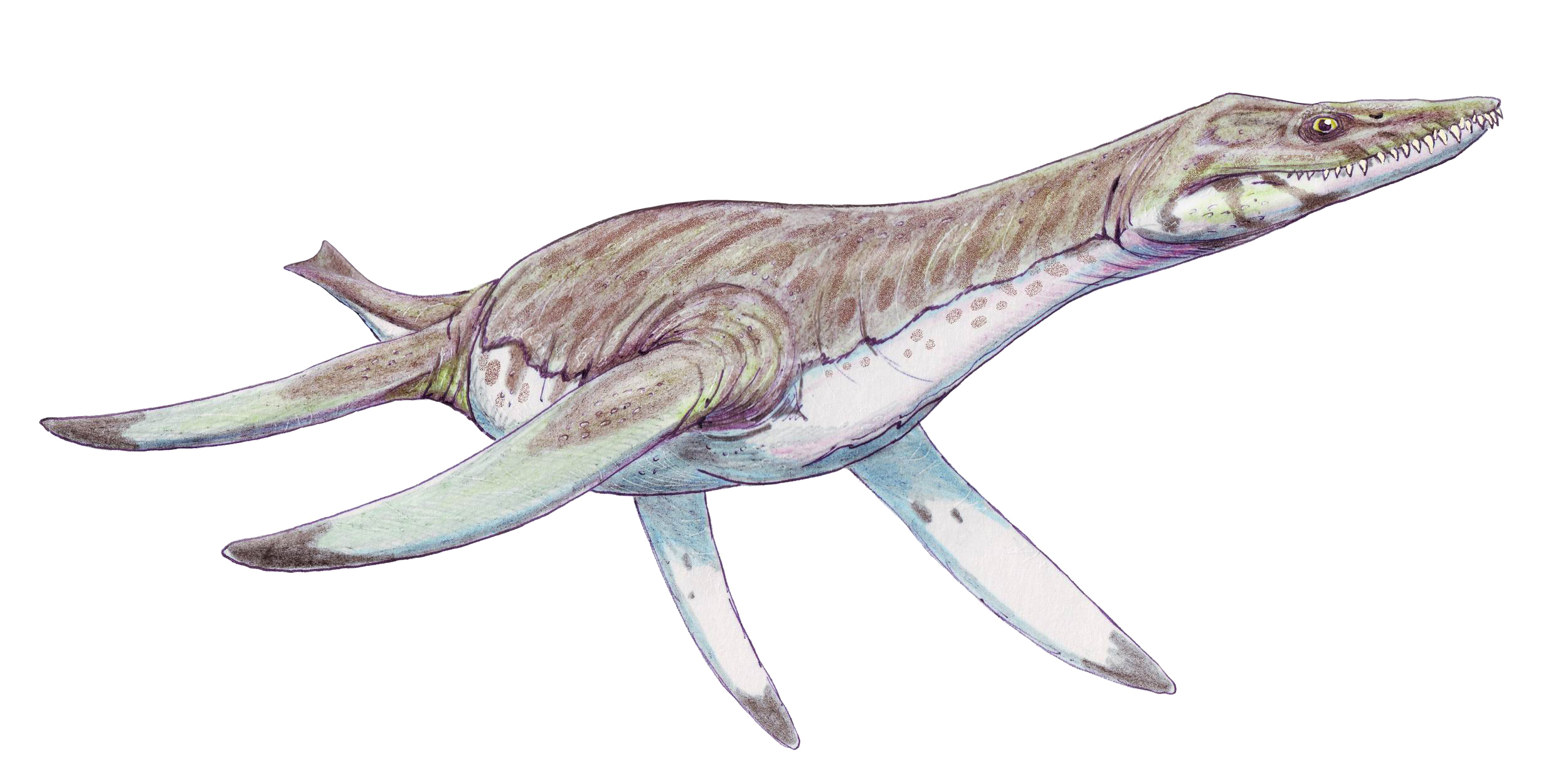
レプトクレイドゥス

### 哺乳類 Mammalia
- エオバータル Eobaatar
  - 発見地：スペイン、モンゴル
  - 複数の種が白亜紀前期オーテリビアンからアルビアンにかけて生息していた。

### 鳥類 Aves
- ガロルニス Gallornis
  - 生息時代：ベリアシアンからオーテリビアン（未確定）
  - 発見地：オセール（フランス）
- イベロメソルニス Iberomesornis
  - 生息時代：オーテリビアンからバレミアン
  - 発見地：カスティーリャ＝ラ・マンチャ州（スペイン）

### 竜盤目 Saurischia
獣脚亜目 Theropoda
- キンナレエミムス Kinnareemimus
  - 生息時代：白亜紀前期バランギニアンからオーテリビアン
  - 発見地：タイ
- ハルピミムス Harpymimus
  - 生息時代：白亜紀前期オーテリビアンからバレミアン
  - モンゴル
- リガブエイノ Ligabueino

竜脚形亜目 Sauropodomorpha
- ヒストリアサウルス Histriasaurus
- アラゴサウルス Aragosaurus

### 鳥盤目 Ornithischia
鳥脚亜目 Ornithopoda
- ヴァルドサウルス Valdosaurus
  - 発見地：ワイト島（イングランド）
  - ドリオサウルスの仲間。

周飾頭亜目 Marginocephalia
- プシッタコサウルス Psittacosaurus
  - 発見地：モンゴル

### 翼竜目 Pterosaulia
- デンドロリンコイデス Dendrorhynchoides
  - 生息時代：ジュラ紀後期チトニアンの可能性がある

### 首長竜目 Plesiosauria
プレシオサウルス亜目 Plesiosauroidea
- レプトクレイドゥス Leptocleidus